# Daniel Smith (Eishockeyspieler)
Daniel Smith (* 9. Dezember 1983 in Auckland) ist ein ehemaliger neuseeländischer Eishockeyspieler, der für die West Auckland Admirals und die Southern Stampede in der New Zealand Ice Hockey League spielte. Mit beiden Teams wurde je einmal neuseeländischer Vizemeister.

## Karriere
Daniel Smith begann seine Karriere als Eishockeyspieler in einer Nachwuchsmannschaft in seiner Heimatstadt Auckland. Mit Gründung der New Zealand Ice Hockey League 2005 wurde er in das Halbprofiteam der West Auckland Admirals aufgenommen, mit dem er bereits im selben Jahr neuseeländischer Vizemeister wurde. Nachdem weitere Erfolge ausblieben, wechselte er zur Southern Stampede aus Queenstown und konnte mit der Mannschaft von der Südinsel 2010 seinen zweiten Vizemeistertitel erringen. Anschließend beendete er seine Karriere im Alter von nur 26 Jahren.

### International
Im Juniorenbereich stand Smith für Neuseeland bei den U18-Weltmeisterschaften 2000 in der Asien-Ozeanien-Division 2 und 2001 in der Asien-Ozeanien-Division 1 auf dem Eis.
Mit der Herren-Nationalmannschaft nahm der Stürmer an den Weltmeisterschaften der Division II 2004, 2005, 2006 und 2008 teil. Nach zwischenzeitlichen Abstiegen spielte er bei den Weltmeisterschaften der Division III 2007 und 2009.

## Erfolge und Auszeichnungen
- 2000 Aufstieg in die Asien-Ozeanien-Division 1 bei der U18-Weltmeisterschaft der Asien-Ozeanien-Division 2
- 2007 Aufstieg in die Division II bei der Weltmeisterschaft der Division III
- 2009 Aufstieg in die Division II bei der Weltmeisterschaft der Division III

## NZIHL-Statistik
(Stand: Ende der Saison 2010)